# Berkheya
Genre
Classification APG III (2009)
Berkheya sont un genre de plantes à fleurs de la famille des Asteraceae.

## Liste d'espèces
Selon NCBI (7 févr. 2011) :
- Berkheya angolensis
- Berkheya annectens
- Berkheya bipinnatifida
- Berkheya canescens
- Berkheya cardopatifolia
- Berkheya carduoides
- Berkheya carlinopsis
- Berkheya cirsiifolia
- Berkheya coddii
- Berkheya coriacea
- Berkheya cruciata
- Berkheya cuneata
- Berkheya echinacea
- Berkheya eriobasis
- Berkheya fruticosa
- Berkheya onobromoides
- Berkheya pannosa
- Berkheya pinnatifida
- Berkheya purpurea
- Berkheya rhapontica
- Berkheya rigida
- Berkheya setifera
- Berkheya spinosa
- Berkheya spinosissima
- Berkheya subulata
- Berkheya zeyheri

Selon ITIS (7 févr. 2011) :
- Berkheya heterophylla O. Hoffm.